# Alūksne
Alūksne es una villa a orillas del lago Alūksne al noreste de Letonia cerca de la frontera con Estonia y Rusia. Es el centro de la municipalidad de Alūksne.

## Historia
La región circundante al lago Alūksne fue poblada originalmente por tribus de habla finesa, y durante el periodo comprendido entre el siglo VIII y el siglo XII por latgalianos. La fecha del asentamiento en la ubicación actual de la villa, conocida en aquel momento como Olysta, Alyst, y Volyst, se conoce por las crónicas de la ciudad de Pskov y data del 1284. El posterior nombre de Alūksne proviene de la palabra en latgaliano olūksna.
Los habitantes latgalianos del asentamiento fueron conquistados en 1342 por los cruzados alemanes pertenecientes a la Orden Livona. Construyeron un castillo bautizado como Marienburg (posteriormente María (madre de Jesús)) en una isla ubicada en el lago, que servía de protección a las rutas comerciales entre Riga y Pskov. A la villa que floreció cerca del castillo se le bautizó también como Marienburg.
En 1560, durante la Guerra Livona, Marienburg cayó en manos de las tropas de Iván IV de Rusia. Se anexionó a la República de las Dos Naciones en 1582 y en 1629 formó parte del Imperio sueco.
Ernst Glück (Johann Ernst Glück), un clérigo luterano y el primer traductor de la Biblia al letón, fundó las primeras escuelas en Vidzeme en las que se impartía el idioma letón en 1683 y en honor al cual se creó el actual Museo Alūksne. El ejército ruso liderado por Borís Sheremétev tomó la villa durante la Gran Guerra del Norte en 1702, produciendo serios daños en la zona y deportando a todos los habitantes, incluyendo a Glück y su hija de acogida, Marta Skavronska, quién llegaría a convertirse en la zarina Catalina I de Rusia.
A la isla de la villa se la conoce actualmente como Pils Island (Isla del Castillo) e Isla María. El Castillo de Alūksne se usa a día de hoy como un teatro al aire libre.

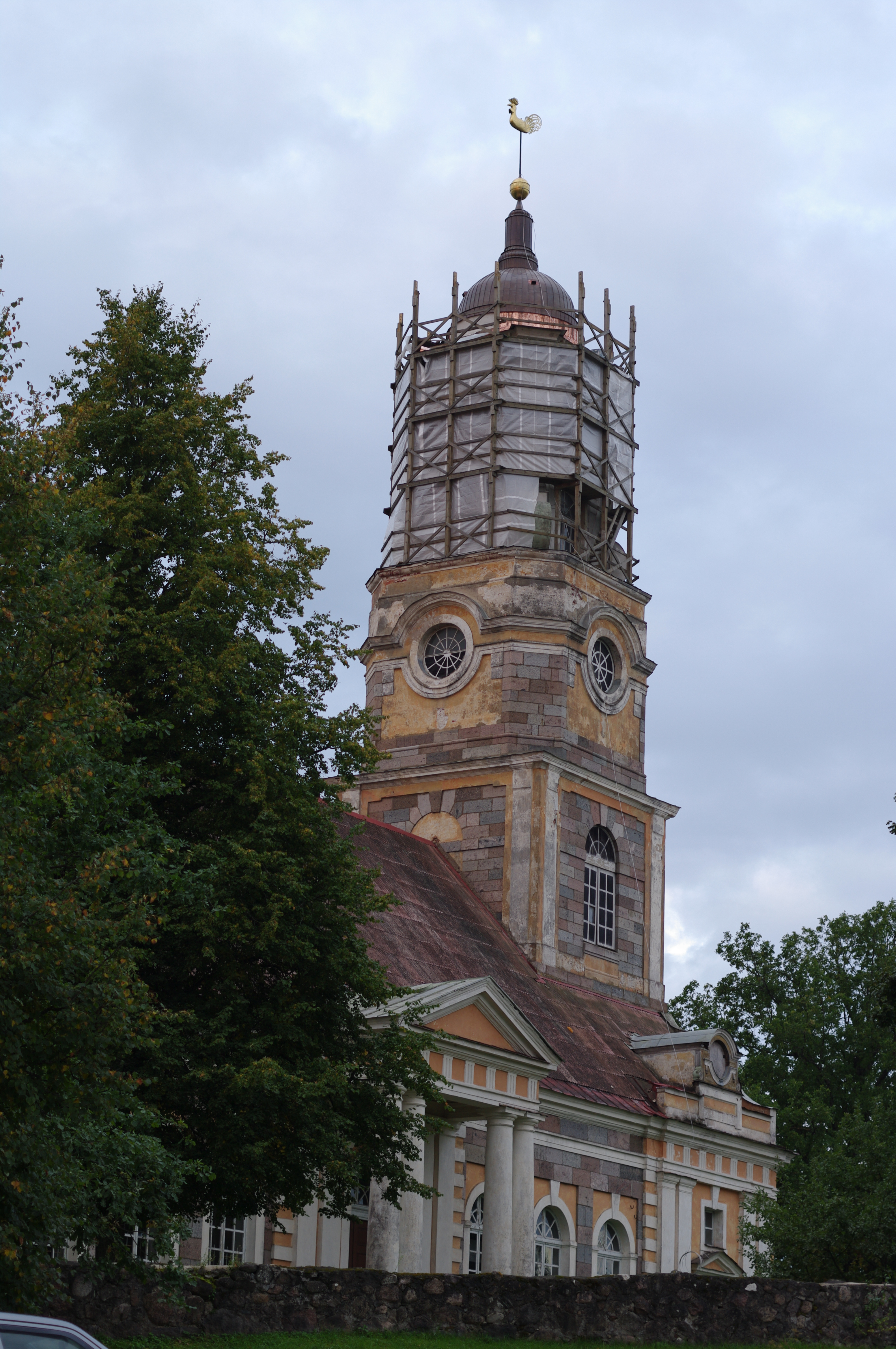
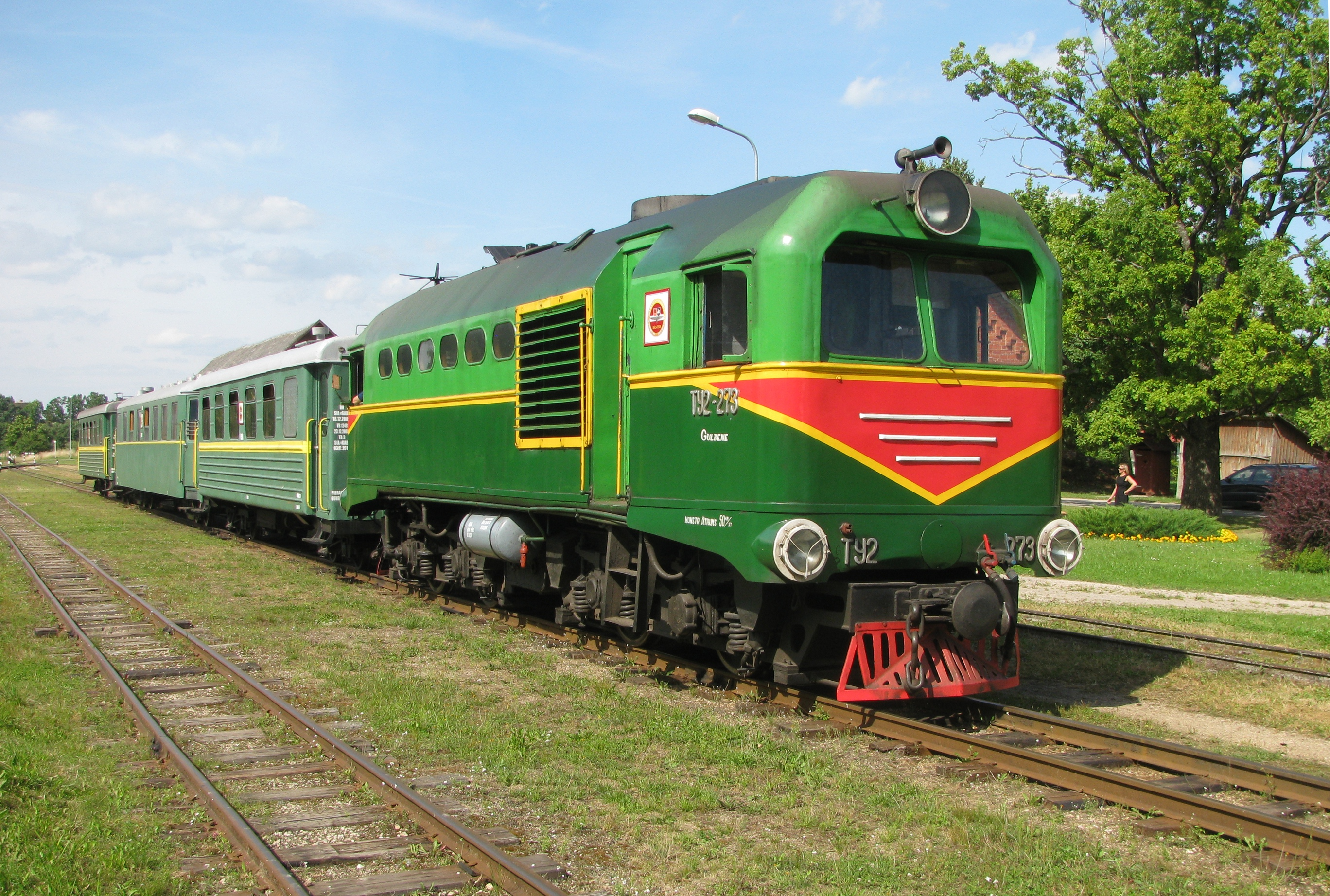
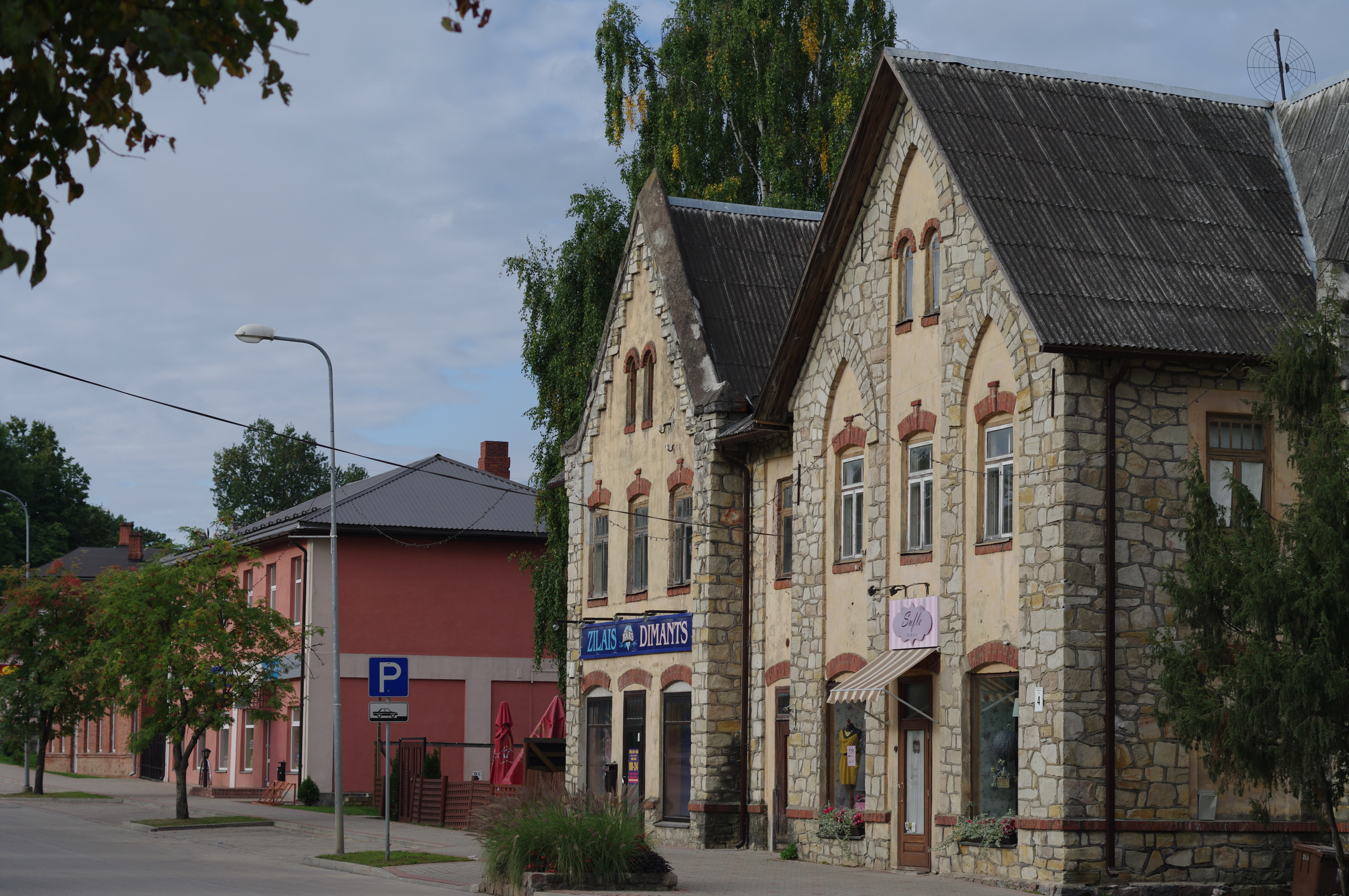
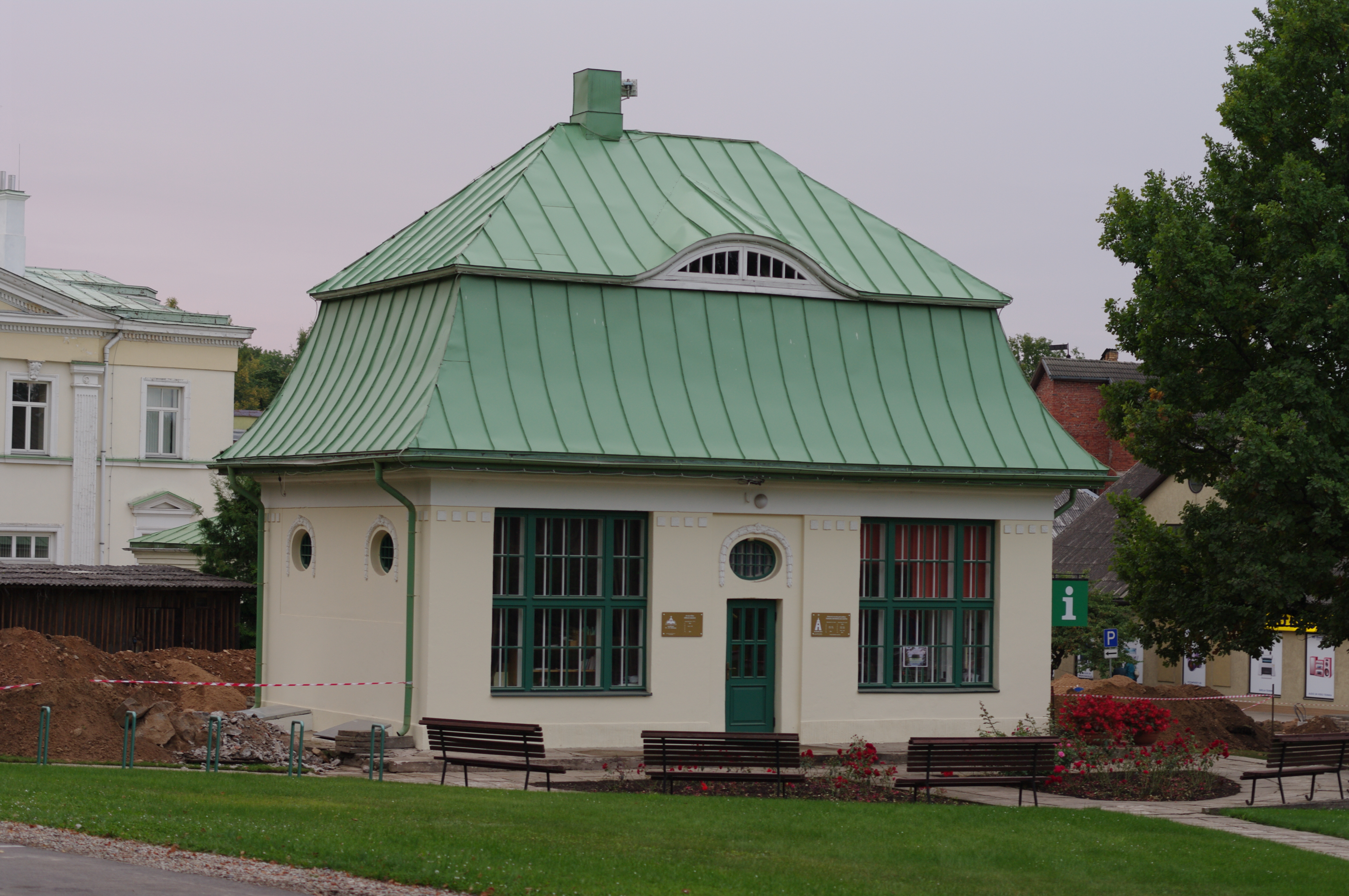
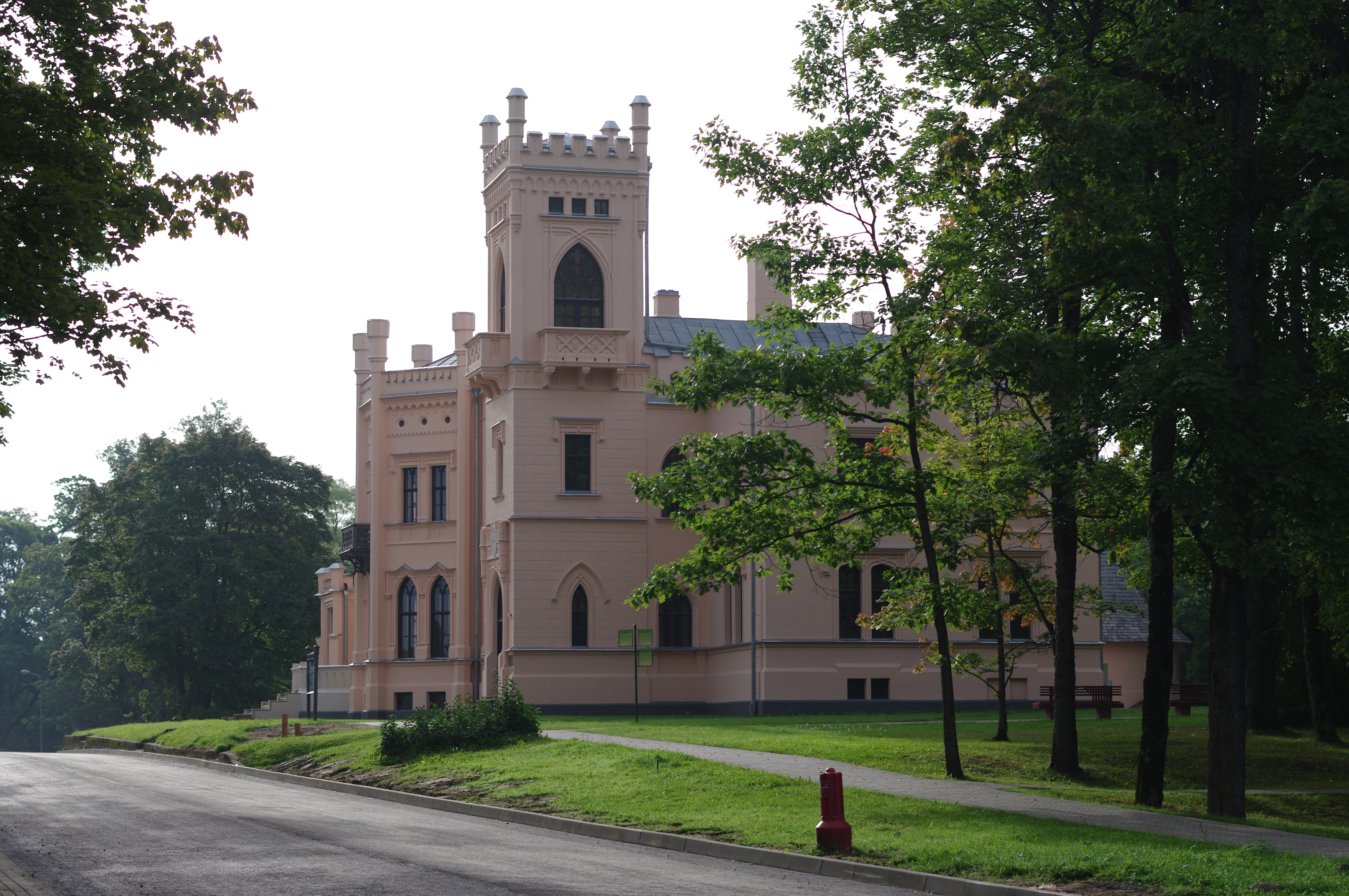
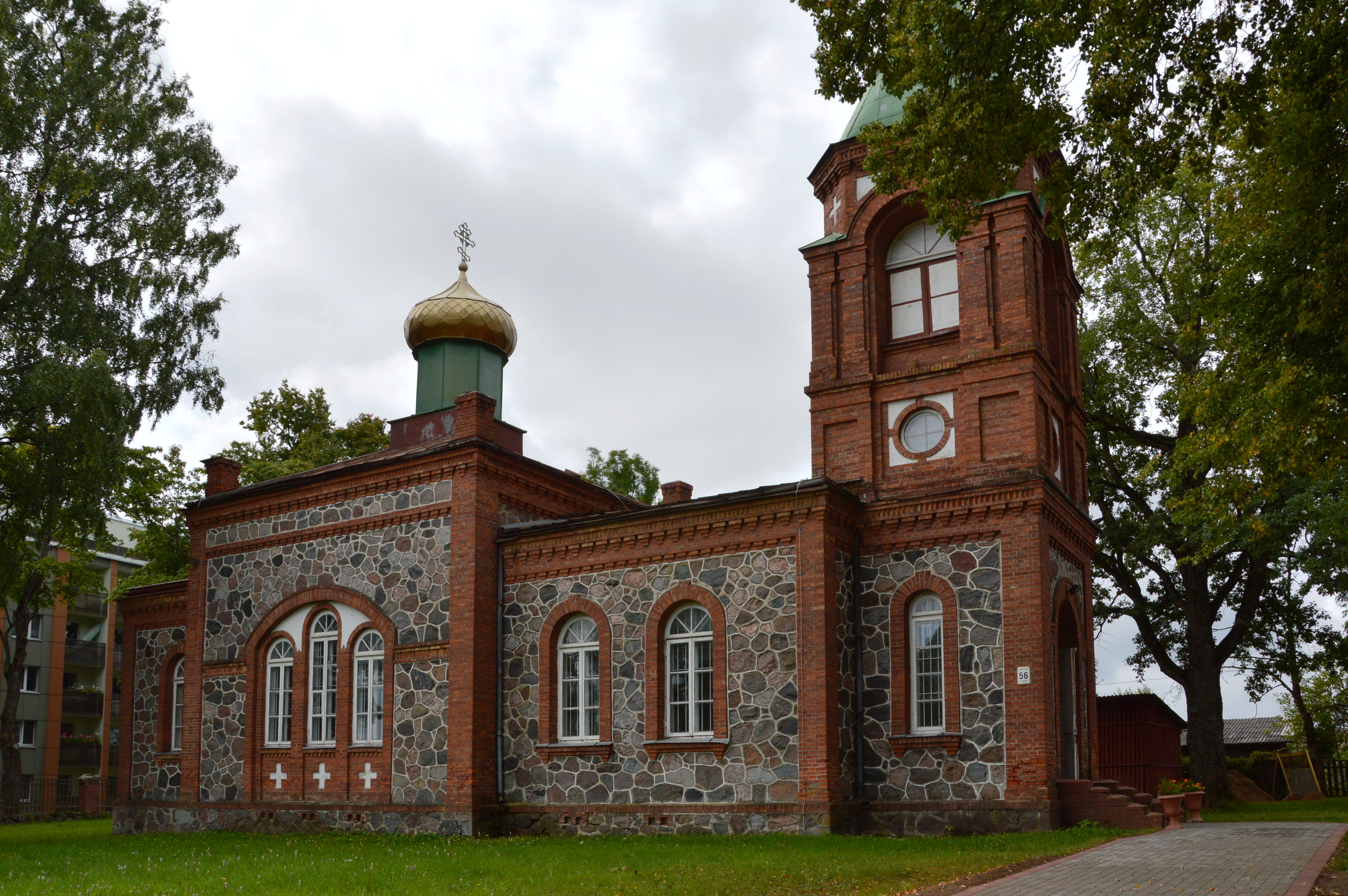
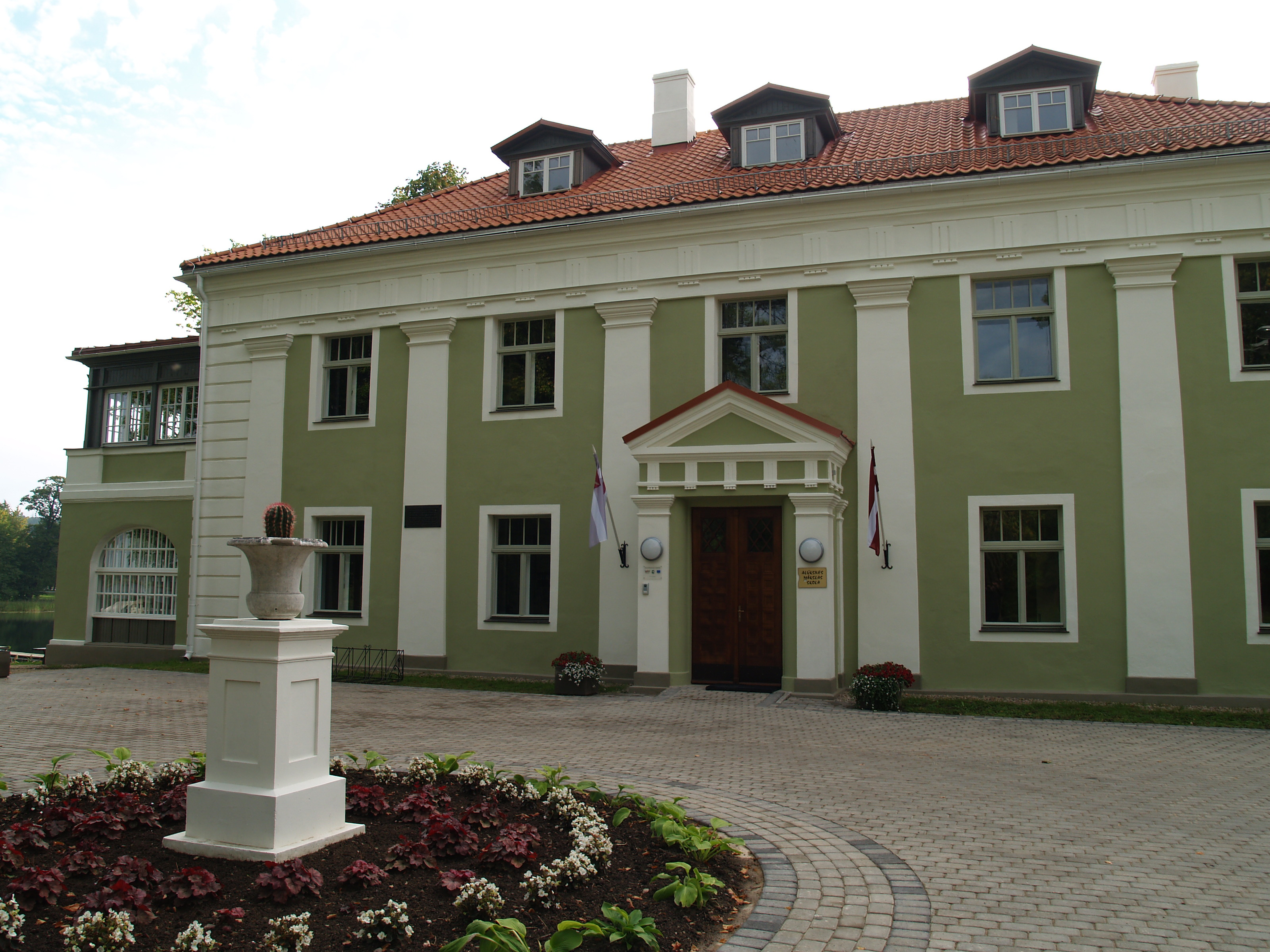
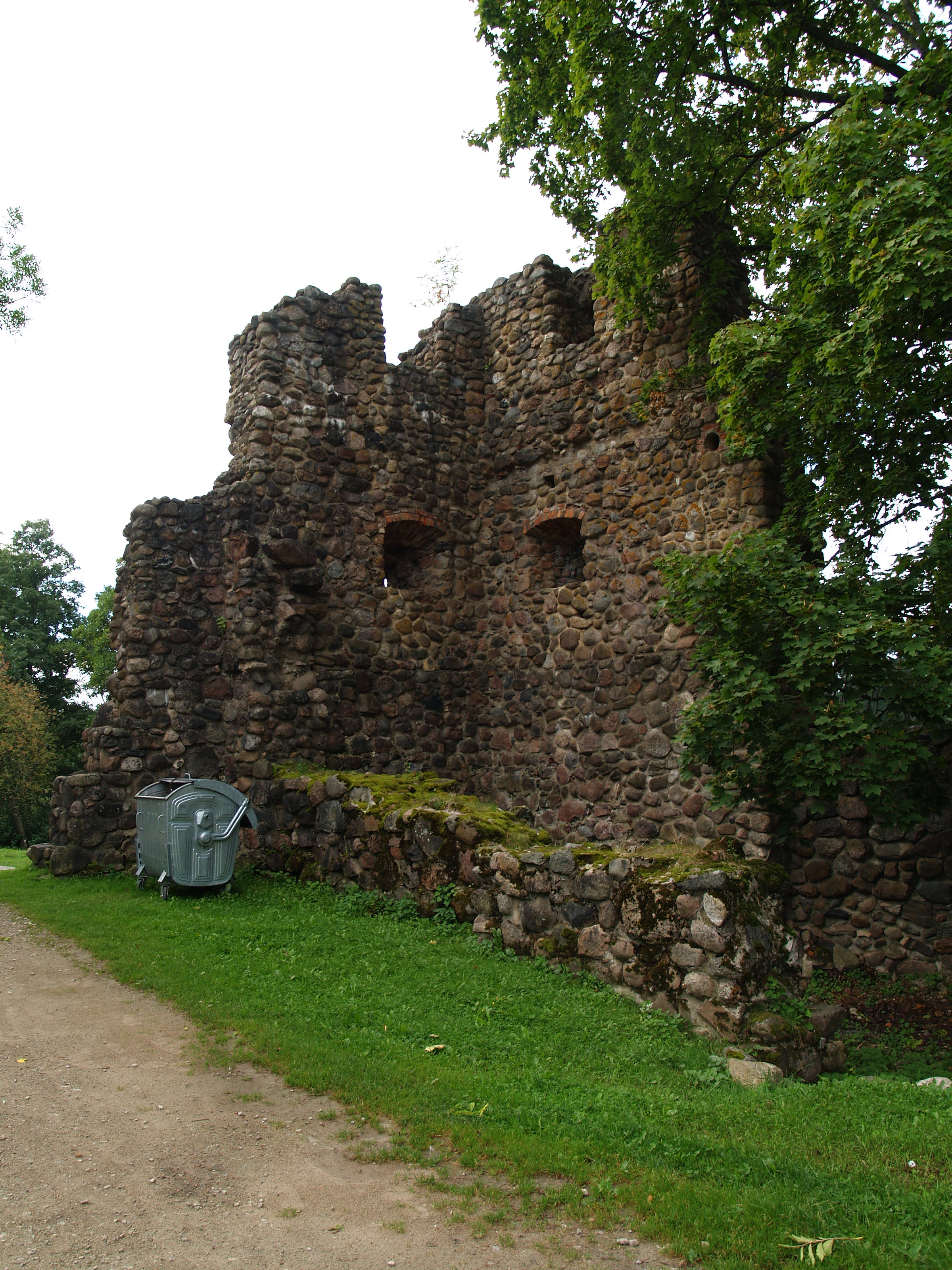

## Personajes Ilustres
- Catalina I de Rusia.